# Življenje z Jezusom – Nova zaveza v sodobnem jeziku
Življenje z Jezusom – Nova zaveza v sodobnem jeziku, s kratico ŽJ, je prevod novozaveznih besedil v sodobno slovenščino, ki ga organizirata ekumenska Svetopisemska družba Slovenije in Skupnost katoliške mladine. Gre za prvi slovenski prevod svetopisemskih besedil, ki je dosledno narejen po prevodnem načelu dinamične ekvivalence (prevajanje "po smislu", ki skuša biti zvesto tako izvirniku kot ciljnemu jeziku). Njegova najpomembnejša predhodnika sta novozavezni prevod Franceta Rozmana iz 70-ih in 80-ih let 20. stoletja (Jezusova blagovest in pozneje tako imenovani Jubilejni prevod Nove zaveze), še prej pa Trubarjevo prevajanje Nove zaveze sredi 16. stoletja.
Besedilo izhaja v zvezkih, v katerih je po ena ali več celotnih novozaveznih knjig:
- 1. zvezek (2012): Evangelij po Luku, Pismo Kološanom, Jakobovo pismo, Prvo Janezovo pismo
- 2. zvezek (2013): Apostolska dela, Drugo Janezovo pismo, Tretje Janezovo pismo
- 3. zvezek (2015): Evangelij po Marku
- 4. zvezek (2019): Evangelij po Mateju

Besedila imajo trenutno status pilotske izdaje, ki je dana v javnost za zbiranje pripomb in odzivov. Ob dokončanju prevoda celotne Nove zaveze je predvidena temeljita redakcija vseh besedil.